# 道德 (匈牙利)
道德，是匈牙利科马罗姆-埃斯泰尔戈姆州所辖的一个村。总面积23.75平方公里，总人口1007，人口密度42.4人/平方公里（2011年1月1日）。